# Nurmijärvi
Nurmijärvi là một đô thị tự quản nông nghiệp của Phần Lan, 38 km về phía bắc Helsinki. Nurmijärvi có diện tích 361,85 km², dân số 39 367 người với mật độ là 108,79 người/km². Đây là một phần của vùng đô thị Helsinki. Do khoảng cách gần với Helsinki đã dẫn đến các làng chính như Klaukkala và Rajamäki đã trở thành các khu cư xá của Helsinki. Klaukkala là khu vực xây dựng lớn nhất của Nurmijärvi. Nurmijärvi là nơi sinh của tác gia Aleksis Kivi (1834–1872). 
Matti Vanhanen, cựu thủ tướng Phần Lan sinh sống ở Lepsämä của Nurmijärvi.